# Marta Kubiak
Marta Ryszarda Kubiak (ur. 21 września 1985 w Pile) – polska polityk, politolog i działaczka samorządowa, posłanka na Sejm VIII i IX kadencji, od 2024 burmistrz Krzyża Wielkopolskiego.

## Życiorys
Jest absolwentką Liceum Ogólnokształcącego im. Stanisława Staszica w Pile. Studiowała politologię na Uniwersytecie im. Adama Mickiewicza w Poznaniu, uzyskując w 2009 tytuł zawodowy magistra. Na tym samym uniwersytecie ukończyła studia podyplomowe z zakresu służby zagranicznej i międzynarodowej (2010) oraz public relations (2015). W 2016 zdała egzamin państwowy dla kandydatów na członków rad nadzorczych w spółkach Skarbu Państwa. W 2017 ukończyła studia podyplomowe Master of Public Administration na Uniwersytecie Ekonomicznym w Poznaniu.
Była asystentką posła Maksa Kraczkowskiego i europosła Ryszarda Czarneckiego. W 2014 została radną rady powiatu pilskiego. Została także kierownikiem Biura Powiatowego Wielkopolskiego Oddziału Regionalnego Agencji Restrukturyzacji i Modernizacji Rolnictwa oraz przewodniczącą Forum Młodych PiS w okręgu pilskim.
Startowała w wyborach parlamentarnych w 2015 z listy Prawa i Sprawiedliwości z okręgu pilskiego, gdzie otrzymała 4816 głosów, nie uzyskując mandatu posła do Sejmu. 24 maja 2017 złożyła ślubowanie poselskie w Sejmie VIII kadencji, zastępując Krzysztofa Łapińskiego. W wyborach w 2019 z powodzeniem ubiegała się o poselską reelekcję, otrzymując 13 191 głosów. Nie wystartowała w wyborach parlamentarnych 2023. W grudniu 2023 wystąpiła z Prawa i Sprawiedliwości. W wyborach samorządowych w 2024 z ramienia własnego komitetu wystartowała na urząd burmistrza Krzyża Wielkopolskiego. Została wybrana na to stanowisko w drugiej turze głosowania z wynikiem 53,1% głosów.

## Życie prywatne
Jest córką Ewy i Ryszarda. Ma siostrę Monikę. Jest zamężna.

## Wyniki w wyborach ogólnopolskich
| Wybory | Komitet wyborczy | Komitet wyborczy       | Organ              | Okręg | Wynik        |
| ------ | ---------------- | ---------------------- | ------------------ | ----- | ------------ |
| 2015   |                  | Prawo i Sprawiedliwość | Sejm VIII kadencji | nr 38 | 4816 (1,78%) |
| 2019   | Sejm IX kadencji | Prawo i Sprawiedliwość | 13 191 (3,78%)     | nr 38 |              |